# Chór Akademicki Uniwersytetu Szczecińskiego (1969–2005)
Chór Akademicki Uniwersytetu Szczecińskiego – chór mieszany kierowany przez Eugeniusza Kusa funkcjonujący w latach 1969–2005 w ramach Uniwersytetu Szczecińskiego.

## Historia[1]
Zaspół powstał 25 wrzesnia 1969 jako chór wydziałowy ówczesnej Wyższej Szkoły Nauczycielskiej w Szczecinie. Rok później stał się chórem ogólnouczelnianym. Pierwsza publiczna prezentacja zespołu miała miejsce na koncercie 21 stycznia 1971.
Trzon repertuaru stanowiła europejska muzyka renesansowa, barokowa oraz współczesna. W trakcie swojej działalności licznie koncertował na scenach polskich i zagranicznych.
Zespół zakończył swoją działalność z końcem sierpnia 2006. Członkowie utworzyli Szczeciński Chór Kameralny działający w ramach Zamku Książąt Pomorskich